# Salita di Santa Caterina
Salita di Santa Caterina, nota più semplicemente come salita Santa Caterina, è una strada del centro storico di Genova, facente parte del sito protetto dall'UNESCO come patrimonio dell'umanità.

## Descrizione
In origine asse di uscita dalla città verso l'omonima porta cittadina delle "Mura del Barbarossa", collega piazza delle Fontane Marose a largo Eros Lanfranco (piazza Corvetto). La porta di Santa Caterina, detta anche di Murtedo, nel 1536 fu demolita e sostituita da quella dell'Acquasola, anch'essa scomparsa nell'Ottocento insieme al convento intitolato a santa Caterina d'Alessandria, fondato dalle monache clarisse nel 1228, che ha dato il nome alla via.
Lungo la salita, che divide la Maddalena dai quartieri del Molo e di Portoria, si trovano alcuni palazzi cinquecenteschi della famiglia Spinola facenti parte del sistema dei Rolli, tra cui spiccano il palazzo Tommaso Spinola (civico 3) e il palazzo Giorgio Spinola (civico 4), inclusi nella lista dei patrimoni dell'umanità dell'UNESCO; altri palazzi dei Rolli, non facenti parte della lista dei patrimoni protetti, sono palazzo Spinola di Luccoli-Cervetto (civico 1), palazzo Luciano Spinola di Luccoli (civico 2, fino al 2001 sede genovese dell'Enel) e palazzo Spinola-Celesia (civico 5).
Allo sbocco in largo Eros Lanfranco sorge il palazzo Doria-Spinola, sede della prefettura e degli uffici della città metropolitana di Genova. Al civico 8 il palazzo Remedy, con portale neoclassico, fu invece costruito nel 1829 da Carlo Barabino sull'area della demolita chiesa del complesso conventuale di Santa Caterina. Al civico 10, conosciuto come palazzo Tagliavacche, il 21 novembre 1854 nacque Giacomo della Chiesa, il futuro papa Benedetto XV, come ricordato da un'iscrizione sopra il portale d'ingresso.

## Palazzi dei Rolli
| Palazzo                             | Indirizzo                  | Intestatario del palazzo | Fotografia |
| ----------------------------------- | -------------------------- | ------------------------ | ---------- |
| Palazzo Spinola di Luccoli-Cervetto | Salita di Santa Caterina 1 | Agostino Spinola         |            |
| Palazzo Luciano Spinola di Luccoli  | Salita di Santa Caterina 2 | Luciano Spinola          |            |
| Palazzo Tommaso Spinola             | Salita di Santa Caterina 3 | Tommaso Spinola          |            |
| Palazzo Giorgio Spinola             | Salita di Santa Caterina 4 | Giorgio Spinola          |            |
| Palazzo Spinola-Celesia             | Salita di Santa Caterina 5 | Oberto Spinola           |            |